# Битка при Куртре
Битката при Куртре се състояла през юли 1302 г. между въстанали фламандски дружини и войски на френския крал Филип IV Хубави. Причината за конфликта били увеличените данъци от страна на Филип IV върху текстилното производство във Фландрия. По това време в проспериращата северна провинция на Франция процъфтява производството на текстил с вълна, внасяна предимно от Англия. В желанието си да причини затруднения на Англия, Филип повишава драстично данъците върху вноса, но това предизвиква недоволството и на фламандските занаятчии и търговци. След като Ги дьо Дампиер, граф на Фландрия, се обявява на страната на местното население и е арестуван и хвърлен в тъмница в Париж, фламандците се организират и завземат по-голямата част от провинцията с изключение на две важни крепости – Касел и Куртре (Кортрейк).
В началото на юли предвожданото от Ги дьо Намюр фламандско опълчение влиза в град Куртре, но намиращият се там френски гарнизон се оттегля зад стените на замъка. Междувременно Филип IV изпраща срещу бунтовниците армия начело с граф Робер II д`Артоа. Научавайки за приближаващата се кралска войска, племенникът на Ги дьо Намюр, Гийом дьо Жулие, заедно с брат си Жан дьо Намюр се присъединяват към обсадата на Куртре. На 8 юли 1302 г. двете армии се изправят една срещу друга. Фламандските дружини са съставени от 20 000 пешаци и заемат позиции на едно плато, оградено от една страна от река Ли, а от друга страна от блата. Зад тях са стените на замъка Куртре. Френските части, съставени от конни рицари и италиански наемници, въоръжени с арбалети и лъкове, се разполагат в равнината Groeninghe. Граф Робер д`Артоа, сигурен в победата, отхвърля предложението да заобиколи в гръб фламандските части. Битката започва на 11 юли сутринта, когато италианските наемници постигат известен успех. В същото време рицарите, нетърпеливи за плячката, която смятат, че ще им донесе тази лесна победа, се втурват в атака и се оплитат в блатата, където тежките им доспехи не им позволяват да се измъкнат. Фламандците избиват рицарите, попаднали в този капан, без да си дават труда да вземат пленници. Така загиват голяма част от рицарите, в това число самият Робер д`Артоа. Бунтовниците взимат като трофеи златните шпори на избитите рицари и с тях украсяват църквата Нотр-Дам в Куртре. Затова тази битка остава в историята като „Битката на златните шпори“.
За Фландрия тази битка се превръща в началото на борбата за нейната независимост. Граф Ги дьо Дампиер е освободен и организира освободително движение във Фландрия. Тази победа придобива символично значение и неслучайно датата 11 юли е избрана от фламандската общност в Белгия за ежегоден празник. За Филип IV загубата е тежка, защото освен престижа си загубва значителна част от рицарите си, включително двама маршали (Симон дьо Мелюн и Ги I дьо Клермон дьо Несл). Той е принуден да увеличи отново данъците във Франция, за да може да възстанови армията си. Тази загуба впоследствие го кара да бъде много предпазлив по отношение на фламандците и когато 2 години по-късно получава своя реванш в битката при Монз`ан-Певел, той предпочита да подпише мирно споразумение с тях.